# Soa-soa
De soa-soa of Ambonese zeilhagedis (Hydrosaurus amboinensis) is een hagedis uit de familie agamen (Agamidae). De soa-soa is de grootste vertegenwoordiger van de agamen, de agame kan een lichaamslengte bereiken van meer dan een meter. De hagedis komt voor in delen van Azië.

## Naam en indeling
De wetenschappelijke naam van de soort werd voor het eerst voorgesteld door Johann Albert Schlosser in 1768. Oorspronkelijk werd de naam Lacerta amboinensis gebruikt.Later werden de namen Istiurus Amboinensis (sic) en Lophura amboinensis gebruikt.

## Uiterlijke kenmerken
De soa-soa heeft een groene tot grijze lichaamskleur en bereikt een kopromplengte tot ongeveer 35 cm. Inclusief de lange staart kan de agame tot 1,10 meter lang worden. Hiermee is het de grootst bekende hagedis die tot de agamenfamilie behoort. De agame heeft een lage rugkam maar een juist relatief hoge staartkam. De staartbasis is vooral bij de mannetjes voorzien van een hoge huidkam aan de bovenzijde, die wordt verstevigd door uitgroeisels van de staartwervels wat voor stevigheid zorgt. Het trommelvlies of tympanum is aan weerszijden van de kop duidelijk zichtbaar. De poten zijn gespierd, het gehele lichaam is krachtig gebouwd. De lange staart is sterk zijwaarts afgeplat wat een aanpassing aan op de zwemmende levenswijze. De vingers aan de voorpoten en tenen aan de achterpoten zijn verbonden met huidvliezen.

## Verspreiding en habitat
De agame komt voor in delen van Azië en leeft in de landen Indonesië en Nieuw-Guinea. Het leefgebied bestaat uit tropische en subtropische bossen, bosranden en bergwouden.

## Levenswijze
De hagedis verblijft voornamelijk in boomtakken die boven oevers van rivieren hangen en springt bij gevaar in het water. Hij zont op een horizontale tak om op te warmen. Het is een uitstekende zwemmer dankzij de gespierde en afgeplatte staart. De poten worden niet gebruikt bij het zwemmen maar worden tegen het lichaam gehouden. De soa-soa kan bij gevaar op de achterpoten wegrennen. De vrouwtjes zetten eieren af op de bodem.

## Voedsel en vijanden
Jonge dieren eten wat meer insecten en andere kleine ongewervelden, en hoewel ook oudere dieren blijven happen naar langslopende prooien, bestaat hun voedsel voornamelijk uit plantendelen zoals fruit, bloemen en bladeren.
Vijanden zijn voornamelijk roofvogels en de mens, die jaagt op de agame, het witte vlees heeft een dichte structuur en wordt gezien als delicatesse. In combinatie met het weinig schuwe gedrag is in sommige streken de hagedis hierdoor bijna uitgeroeid.